# 海银斑蛛
海银斑蛛（学名：Argyrodes hyrcana）为球蛛科银斑蛛属的动物。分布于俄罗斯以及中国大陆的海南等地。该物种的模式产地在俄罗斯。